# Bazilika Srca Jezusovega, Pariz
Bazilika Srca Jezusovega (francosko Basilique du Sacré-Cœur de Montmartre) je pariška rimskokatoliška cerkev in znamenitost, ki krasi grič Montmartre, najvišjo točko Pariza.
Grič Montmartre se v severnem delu Pariza vzpenja 129 metrov visoko. Ime pomeni »hrib mučencev« (mont des martyrs), ker je to kraj mučeništva sv. Dionizija, prvega pariškega škofa (pozno 3. stoletje) in njegovih spremljevalcev.
Na ta kraj je prišlo veliko svetnikov (sveta Klotilda, sveti Bernard, sveta Ivana Orleanska, ...) in tudi sveti Ignacij Lojolski ter sveti Frančišek Ksaverij, ki sta leta 1534 tukaj ustanovila Societas Iesu oz. Družbo Jezusovo (jezuiti). Cerkev je preživela revolucijo, čeprav je bil samostan Montmartre, kateremu je pripadala, uničen.
Velik benediktinski samostan je zasedel celoten grič do francoske revolucije, ko so bile nune obglavljene in je samostan razpadel.

## Zgodovinsko ozadje
V letu 1870 je izbruhnila vojna med Francijo in Prusijo. Vatikanski koncil je razpadel in papež, ki ga niso več varovale francoske čete, se je počutil ujetnika v Vatikanu. Francija se je sprijaznila z vojaškim porazom in prusko okupacijo dela države. Odgovor Alexandra Legentila in Huberta Rohaulta de Fleuryja je bil duhoven. Prisegla sta, da se bo zgradila cerkev, posvečeno Jezusovemu srcu v zadoščenje (pokoro za storjene grehe). Proti koncu leta 1872 kardinal Guibert, francoski nadškof, odobri to zaobljubo in izbere Montmartre. Konec leta 1873 dobi parlamentarno izjavo javne uporabnosti bazilike, s čimer omogoči, da je zemlja uporabljena za gradnjo cerkve. Delo je bilo financirano s pogosto skromnimi darili iz celotne Francije. Imena darovalcev so vklesana v kamen.

### Izgradnja
- Gradnja Sacré-Cœur v teku (1882)
- Gradnja Sacre-Coeur (1897)
- Tirna vzpenjača do Sacre Coeur (okoli 1905)

Izveden je bil natečaj za načrtovanje bazilike, ki je pritegnil sedeminsedemdeset predlogov. Izbran je bil arhitekt Paul Abadie, temeljni kamen pa je bil končno položen 16. junija 1875.
Začetek gradnja je bil zakasnjen in zapleten zaradi nestabilnih temeljev. Triinosemdeset vodnjakov, od katerih je bil vsak globok trideset metrov, je bilo treba izkopati pod lokacijo in jih napolniti s skalo in betonom, da bi služili kot podzemni stebri, ki podpirajo baziliko. Stroški gradnje, ocenjeni na 7 milijonov frankov, ki so bili v celoti črpani od zasebnih donatorjev, so bili porabljeni, preden je postala vidna kakršna koli nadzemna struktura. Začasna kapela je bila posvečena 3. marca 1876 in romanje je hitro prineslo dodatna sredstva.
Kmalu po dokončanju temeljev leta 1884 je Abadie umrl in nasledilo ga je pet drugih arhitektov, ki so naredili obsežne spremembe: Honoré Daumet (1884–1886), Jean-Charles Laisné (1886–1891), Henri-Pierre-Marie Rauline (1894–1904), Lucien Magne (1904–1916) in Jean-Louis Hulot (1916–1924).
Med gradnjo so bili nasprotniki bazilike neizprosni v svojih prizadevanjih, da bi ovirali njen napredek. Leta 1882 so bili zidovi cerkve komaj nad njenimi temelji, ko je na parlamentarnih volitvah zmagala levičarska koalicija pod vodstvom Georgesa Clemenceauja. Clemenceau je takoj predlagal ustavitev del, parlament pa je blokiral vsa nadaljnja financiranja projekta. Toda soočena z ogromnimi obveznostmi v višini dvanajst milijonov frankov zaradi odpovedi projekta je morala vlada dovoliti nadaljevanje gradnje.
Leta 1891 je bila notranjost bazilike dokončana, posvečena in odprta za javno bogoslužje. Kljub temu je leta 1897 Clemenceau še enkrat poskušal blokirati njegovo dokončanje v parlamentu, vendar je bil njegov predlog v veliki večini zavrnjen, saj bi odpoved projekta zahtevala povračilo trideset milijonov frankov osmim milijonom ljudi, ki so prispevali k njegovi izgradnji.
Kupola cerkve je bila dokončana leta 1899, zvonik pa leta 1912. Bazilika je bila dokončana leta 1914 in uradno posvečena leta 1919 po prvi svetovni vojni.

## Opis
Cerkev je dolga 85 metrov in široka 35 metrov. Sestavljena je iz velike osrednje rotunde, okoli katere so postavljeni majhna ladja, dva transepta in predhodni kor, ki tvorita križ. Portik cerkve ima tri loke in je oblikovana po verandi stolnice v Périgueuxu. Dominanta je ogromna podolgovata jajčasta kupola, visoka 83,33 metra, obdana s štirimi manjšimi kupolami. Na severnem koncu je zvonik, visok 84 metrov, ki vsebuje Savoyarde, največji zvon v Franciji.
Celoten slog stavbe je svobodna interpretacija romansko-bizantinske arhitekture. To je bil takrat nenavaden arhitekturni slog in je bil delno odziv na neobarok operne hiše Palača Garnier Charlesa Garnierja in drugih stavb v slogu Napoleona III. Gradnja je bila sčasoma predana vrsti novih arhitektov, vključno s samim Garnierjem, ki je bil med letoma 1891 in 1904 svetovalec arhitekta Henri-Pierra Raulinea.
Nekateri elementi zasnove, zlasti podolgovate kupole in strukturne oblike oken na južni fasadi, so neoklasicistični in sta jih dodala kasnejša arhitekta Henri-Pierre Rauline in Lucien Magne.

### Zunanjost
V zvoniku na severni sprednji strani je devetnajsttonski savojski zvon (eden najtežjih na svetu), ulit leta 1895 v Annecyju. Aludira na priključitev Savoje Franciji leta 1860.
- Tloris cerkve z zvonikom na severnem koncu in štirimi manjšimi kupolami okoli osrednje kupole.
- Pogled od zgoraj
- Južna fasada, glavni vhod s pogledom na Pariz
- Detajl južne fasade
- Severna fasada in kor
- Zvonik

Portik južne fasade, glavni vhod, je polna skulptur, ki združujejo verske in francoske nacionalne teme. Na vrhu je kip, ki predstavlja Presveto srce Jezusovo. Oboki fasade so okrašeni z dvema konjeniškima kipoma francoskih narodnih svetnikov Ivane Orleanske (1927) in kralja sv. Ludvika IX., ki ju je v bronu izdelal Hippolyte Lefèbvre.
Beli kamen Sacré-Cœur je travertinski apnenec vrste Chateau-Landon, pridobljen v Souppes-sur-Loingu v Seine-et-Marne v Franciji. Posebna kakovost tega kamna je, da je izjemno trd s fino zrnatostjo in ob stiku z deževnico izloča kalcit, zaradi česar je izjemno bel.

### Notranjost
- Kor in oltar
- Kupola od spodaj. Vsak izklesan angel nosi simbol Kristusovega trpljenja.
- Notranjost severne kupole

V ladji dominira zelo visoka kupola, ki simbolizira nebesni svet, sloni na pravokotnem prostoru, ki simbolizira zemeljski svet. Oba povezujejo masivni stebri, ki predstavljajo prehod med svetovoma.
Tloris notranjosti je grški križ z oltarjem v sredini, oblikovan po vzoru bizantinskih cerkva. Okoli oltarja so bile dodane bolj tradicionalne latinske značilnosti, kor in ambulatorij. Svetloba v notranjosti cerkve je zaradi višine oken nad oltarjem nenavadno šibka, kar prispeva k mističnemu učinku. Druge bizantinske značilnosti v notranjosti so zasnova talnih ploščic in steklenih izdelkov.

### Mozaik »Kristus v slavi«
- Detajl »Kristus v slavi" - leva stran
- "Kristus v slavi" - središče
- Detajl "Kristus v slavi" - desna stran

Mozaik nad korom z naslovom Zmagoslavje Srca Jezusovega je največja in najpomembnejša umetnina v cerkvi. Ustvarili so ga Luc-Olivier Merson, H. M. Magne in R. Martin, posvečen pa je bil leta 1923. Mozaik je sestavljen iz 25.000 emajliranih in pozlačenih kosov keramike in pokriva 475 kvadratnih metrov, kar ga uvršča med največje mozaike v svetu.
Osrednja figura je Kristus, oblečen v belo, z odprtimi rokami, ki ponujajo svoje srce, okrašeno z zlatom. Pridružujeta se mu mati Devica Marija in nadangel Mihael, zaščitnik Cerkve in Francije. Ob njegovih nogah kleči sveta Ivana Orleanska, ki mu ponuja krono. Figura papeža Leona XIII. ponuja Kristusu globus, ki simbolizira svet.
Desno od Kristusa je prizor z naslovom Poklon Francije Presvetemu Srcu; skupina papežev in kardinalov izroči model bazilike Kristusu. Na njegovi levi je Poklon katoliške cerkve Presvetemu Srcu: kjer se ljudje v kostumih petih celin poklonijo Presvetemu Srcu. Na dnu mozaika je latinski napis, ki pravi, da je bazilika darilo Francije. »Presvetemu Srcu Jezusovemu, Francija goreča, spokorna in hvaležna.« Beseda hvaležen je bila dodana po prvi svetovni vojni.
Na vrhu mozaika je druga procesija, imenovana svetniki Francije in svetniki vesoljne Cerkve. Pri vseh mozaikih so umetniki prilagodili elemente bizantinske umetnosti v organizaciji figur, spremenjeni perspektivi in uporabi barv, poudarjenih s srebrom in zlatom.
Kompleks bazilike vključuje tudi vrt za meditacijo s fontano. Vrh kupole je odprt za turiste in ponuja spektakularen panoramski pogled na mesto Pariz, ki se razprostira južno od bazilike.
V baziliki je prepovedana uporaba kamer in video snemalnikov.

### Kapele
Notranjost bazilike je obdana z vrsto kapel, ki jih večinoma ponujajo poklicne skupine ali verski redovi. Kapele so okrašene s skulpturami, reliefnimi skulpturami in tapiserijami, ki se pogosto nanašajo na poklice donatorjev. Na primer, kapela reda Notre Dame morja je okrašena s tapiserijami, ki prikazujejo Kristusovo hojo po vodi in Čudežni ulov rib. Začnejo se desno od glavnega vhoda in so:
- Kapela nadangela Mihaela ali kapela Vojsk
- Kapela svetega Ludvika (Ludvik IX.) ali odvetnikov
- Tribuna za trgovino in industrijo (konec vzhodnega transepta)
- Kapela Marguerite-Marie Alacoque
- kapela Notre Dame morja

Samo apsido obdaja dodatnih sedem kapel.
- Kapela svetega Frančiška Asiškega
- Kapela sv. Janeza Krstnika, ki sta jo darovala Kanada in Malteški vitezi
- Kapela svetega Jožefa
- Kapela Device Marije
- Kapela svetega Luke Evangelista, Coméja in Damiena ali zdravnikov
- Kapela Ignaca Lojolskega
- Kapela svete Uršule Kölnske
- Kapela svetega Vincencija Paulskega
- Tribuna kmetijstva (na koncu zahodnega transepta)
- Kapela francoskih kraljic

### Kripta
Kripta pod Sacré-Coeurjem se razlikuje od tradicionalnih kript, ki so običajno pod zemljo. V Sacré-Coeurju ima kripta vitraže, zahvaljujoč saut-de-loup, okoli štiri metre širokem jarku, ki omogoča vstop svetlobe skozi okna in očesa stene kripte. V središču kripte je kapela Pieta, katere osrednji element je monumentalni kip Device Marije ob vznožju križa, pri oltarju. Kip je izdelal Jules Coutain leta 1895. Niz sedmih kapel je postavljen na vzhodni strani in sedem na zahodni strani kripte, kar ustreza kapelam na zgornjem nivoju. V kripti so grobnice pomembnih osebnosti pri ustvarjanju bazilike, vključno s kardinaloma Guibertom in Richardom.

## Umetnost in dekoracija
Dekoracija pokriva stene, tla in arhitekturo. Velik del okrasja je v izrazito neobizantinskem slogu, z zapletenimi vzorci in bogato barvo.

### Vitraji
- Okna kapele v neobizantinskem slogu, ki prikazujejo življenje Klodvika I. in Ludvika IX. (Sveti Ludvik)
- Okna nad orglami
- Rozeta, ki prikazuje Presveto Srce Jezusovo
- Okno z napisom "Kristus osvaja"

### Kipi
- "Sveti Janez zdravi bolne", Léon Fagel (1851–1913)
- Marija z detetom (Pieta)
- Kardinal Guibert, vodilni zagovornik bazilike, drži njen model
- "Sveti Hubert" vojvodinje d'Uzés (1889)
- "Sveta Donat in Rogatien", P.Potet (1850) v kripti
- "Sveti Bruno" Henrija Louisa Noëla (1899)

## Orgle
V baziliki so velike in zelo fine orgle, ki jih je izdelal Aristide Cavaillé-Coll, najslavnejši graditelj orgel v Parizu v 19. stoletju. Njegove druge orgle so bile v baziliki sv. Dionizija (1841), baziliki Sainte-Clotilde (1859), cerkvi Saint-Sulpice in Notre Dame de Paris (1868). Orgle so sestavljene iz 78 registrov, razporejenih po štirih manualih in pedalu z 32 notami (nenavadno pred začetkom 20. stoletja; takratni standard je bil 56 in 30), in imajo tri izrazne razdelke (tudi nenavadno za tisti čas, tudi pri velikih orglah).
Orgle so bile prvotno izdelane leta 1898 za dvorec v Biarritzu barona Alberta de L'Espéeja. To je bilo zadnje glasbilo, ki ga je izdelal Cavaillé-Coll. Orgle so bile pred svojim časom, saj so vsebovale več izraznih razdelkov in dajale izvajalcu znatne prednosti pred drugimi še večjimi glasbili tistega časa. Bile so skoraj identične (tonske značilnosti, postavitev in delo) kot tiste v Albert Hallu v Sheffieldu, ki jih je leta 1937 uničil požar. Ko pa ga je leta 1905 v Parizu postavil Cavaillé-Collov naslednik in zet, Charles Mutin, je bilo prvotno okrašeno ohišje zamenjano z bolj preprostim ohišjem.
Orgle so bile leta 1981 priznane kot nacionalni spomenik. Doživele so več obnov. Najnovejša, ki se je začela leta 1985, je zamenjala le najbolj poškodovane pnevmatske dele, drugi pa so dotrajali in nekateri niso več uporabni. Cevi so zdaj prekrite z debelo plastjo prahu, ki vpliva na višino in zvok. Čeprav so orgle zdaj priznane kot nacionalni spomenik, cerkev sama ni, predvsem zaradi političnega nasprotovanja levičarskih strank.

## Zvonovi
Zvonik bazilike Srca Jezusovega na Montmartru hrani pet zvonov. Štirje mali zvonovi, imenovani od največjega do najmanjšega, so Félicité, Louise, Nicole in Elisabeth, ki so bili prvotni zvonovi cerkve Saint-Roch in so bili leta 1969 prestavljeni v baziliko.
Pod štirimi zvonovi je ogromen bourdon, imenovan The Savoyarde, največji zvon v Franciji. Polno ime bourdona je »Françoise Marguerite od presvetega Srca Jezusovega«. Ulila ga je 13. maja 1891 livarna Paccard (Dinastija Georges, Hippolyte-Francisque in Victor ali "G & F") v Annecy-le-Vieuxu.
Sam Savoyarde zvoni le ob večjih verskih praznikih, predvsem ob veliki noči, binkoštih, vnebohodu, božiču, vnebovzetju in vseh svetih. Sliši se 10 km daleč. Ta zvon je peti največji v Evropi in se uvršča za Petersglocke iz Kölna (Nemčija), Olimpijski zvon iz Londona, Maria Dolens iz Rovereta (Italija) in Pummerin iz Dunaja (Avstrija). Tehta 18,835 kg, meri 3,03 m premera za 9,60 m zunanjega obsega, z debelino osnove 22 cm in kembljem 850 kg. Z dodatki njegova uradna teža doseže 19.685 kg. Darovale so ga štiri savojske škofije. V baziliko so ga prepeljali 16. oktobra 1895, vleklo pa ga je vprega 28 konj. V poznih 1990-ih so opazili razpoko v zvonu.

## Kopija v Martiniku
Veliko manjša različica bazilike, Sacré-Cœur de la Balata, je severno od Fort-de-France, Martinik, ob N3, glavni celinski cesti. Zgrajena za begunce, ki jih je izbruh  Pelée pregnal iz njihovih domov, je bila posvečena leta 1915.

## Okolica
Izpred sprednjega dela cerkve je mogoče videti celoten Pariz. Ogled kupole na nadmorski višini 200 metrov ponuja razgled 50 km v vse smeri. Tako je najvišja točka v Parizu po Eifflovem stolpu (zgrajenem leta 1889).